# Sobor (Ungarn)
Sobor ['ʃobor] ist eine ungarische Gemeinde im Kreis Csorna im Komitat Győr-Moson-Sopron.

## Geografische Lage
Sobor liegt 31 Kilometer südwestlich des Komitatssitzes Győr und 18 Kilometer südöstlich der Kreisstadt Csorna am linken Ufer des Flusses Rába. In nordöstliche Richtung verläuft der Kanal Sebes-Sobori-csatorna, der auch Tákó-patak genannt wird, durch das Gemeindegebiet. Nachbargemeinden sind Egyed, Árpás, Mórichida, Malomsok und Rábaszentandrás.

## Geschichte
Im Jahr 1913 gab es in der damaligen Kleingemeinde 116 Häuser und 778 Einwohner auf einer Fläche von 3066  Katastraljochen. Sie gehörte zu dieser Zeit zum Bezirk Csorna im Komitat Sopron.

## Söhne und Töchter der Gemeinde
- Rezső Boros (1925–1968), Gartenbauingenieur und Hochschullehrer

## Sehenswürdigkeiten
- Evangelische Kirche, erbaut 1928
- Römisch-katholische Kirche Szent Mihály, erbaut 1938
- Weltkriegsdenkmal, erschaffen von Sándor Vajda

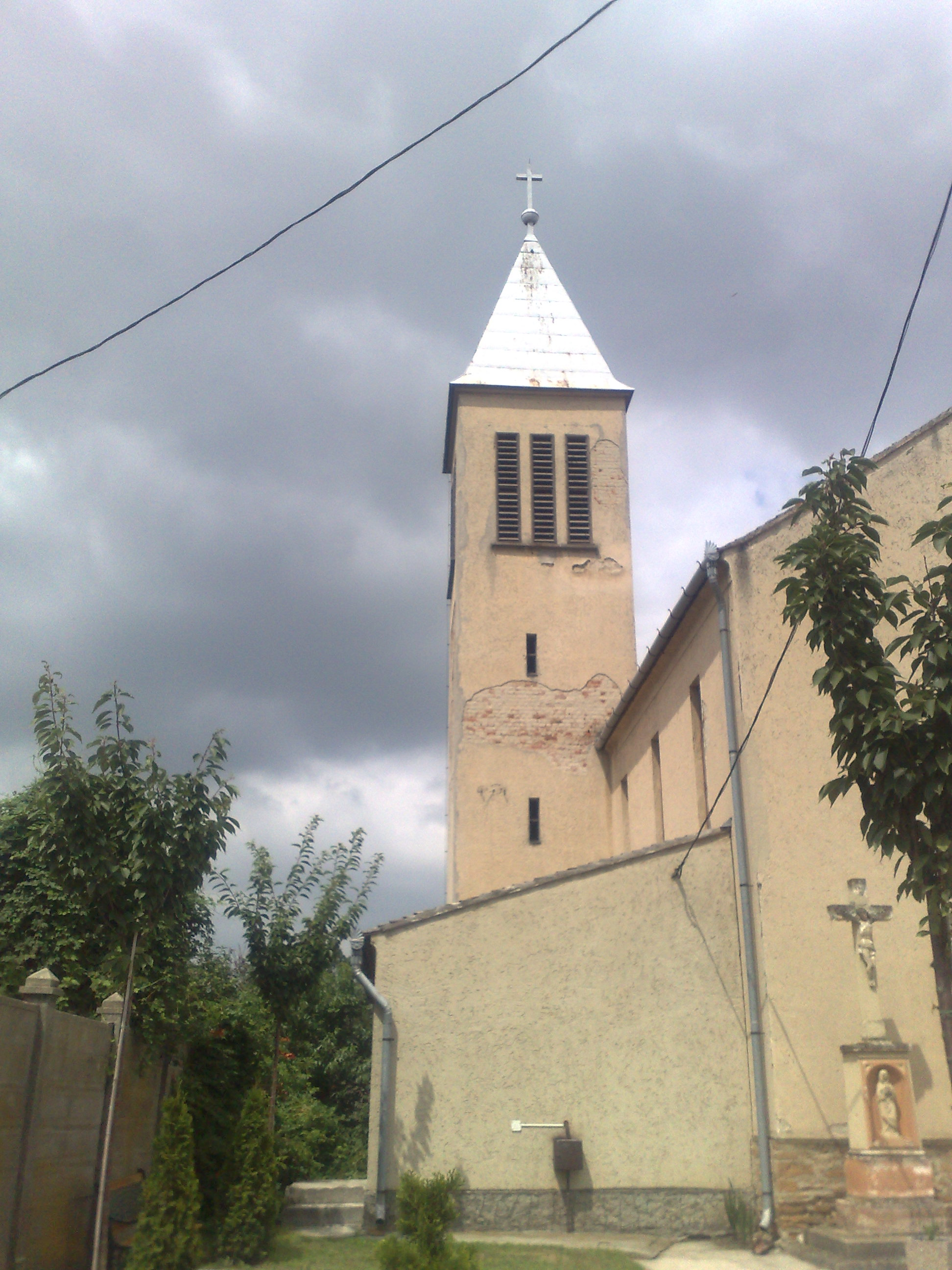
Römisch-katholische Kirche Szent Mihály
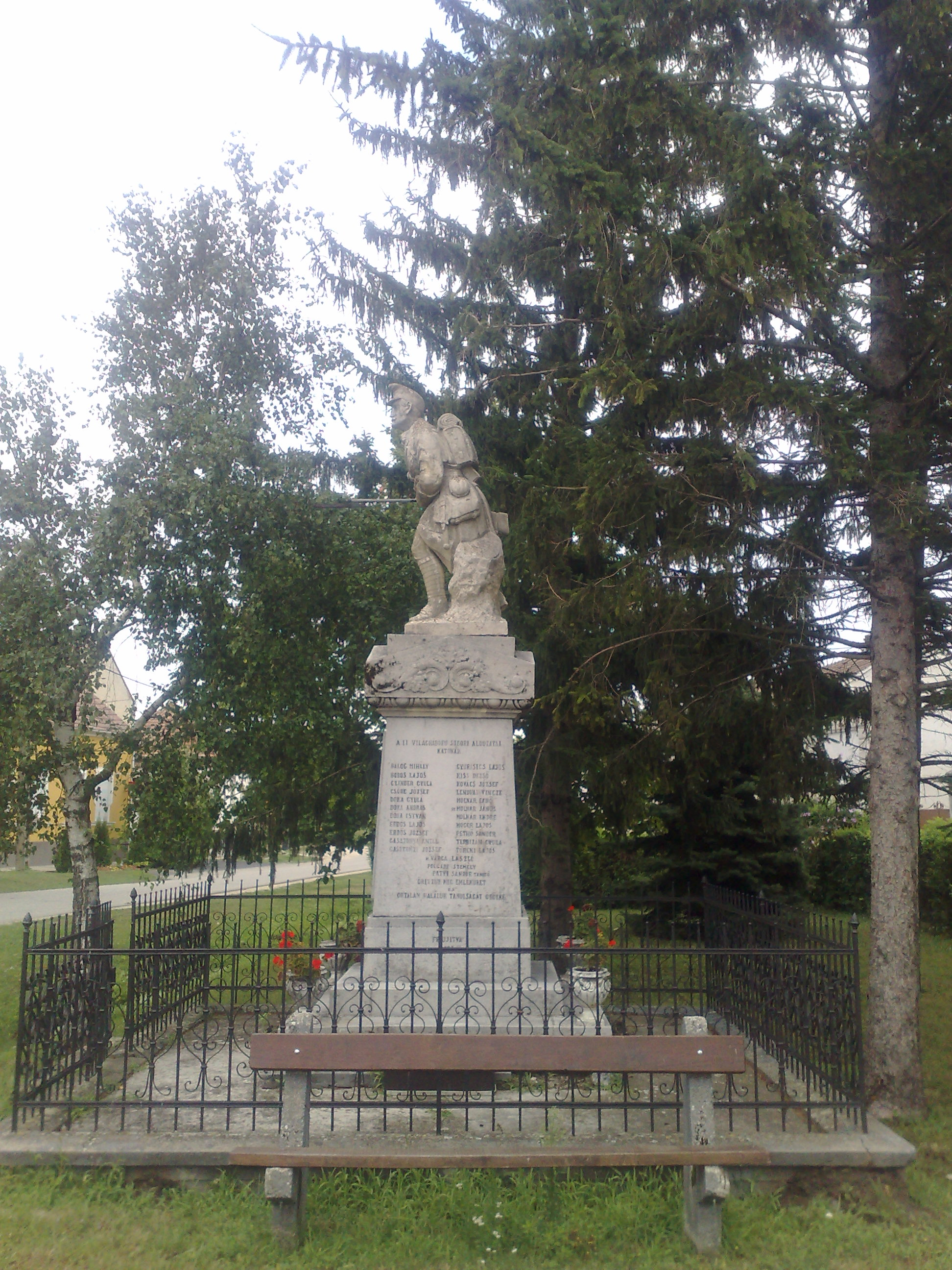
Weltkriegsdenkmal
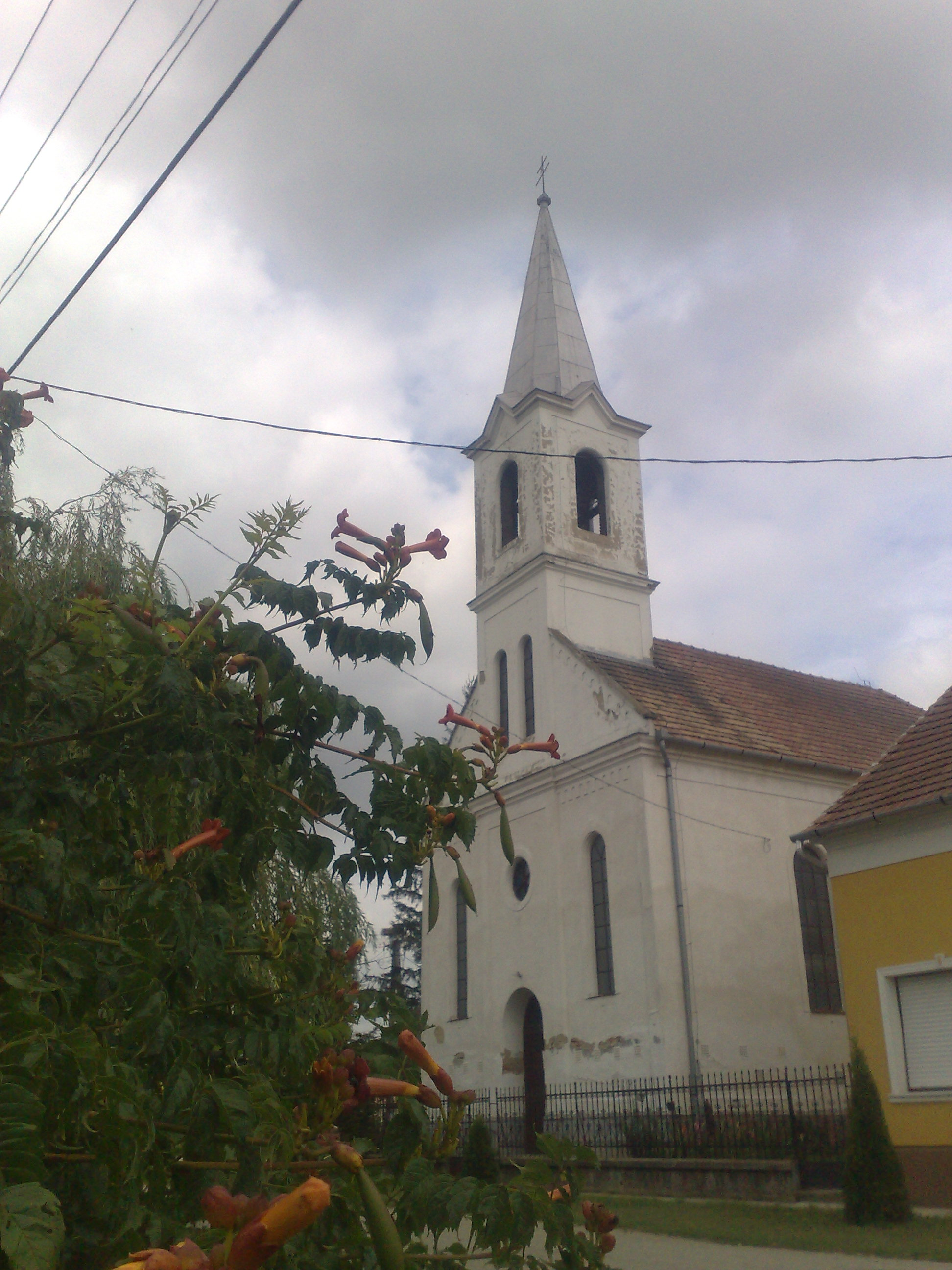
Evangelische Kirche
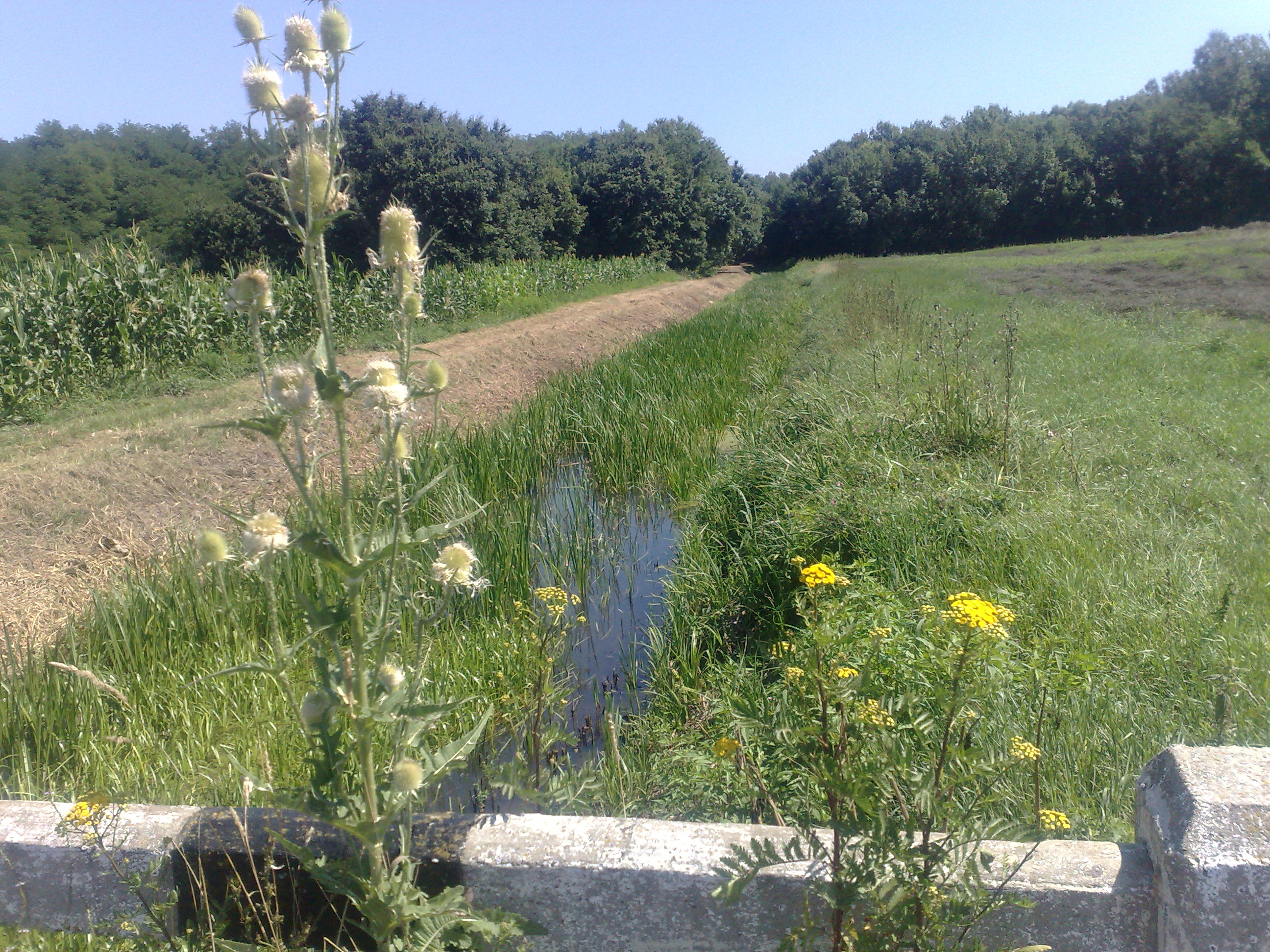
Tákó-patak
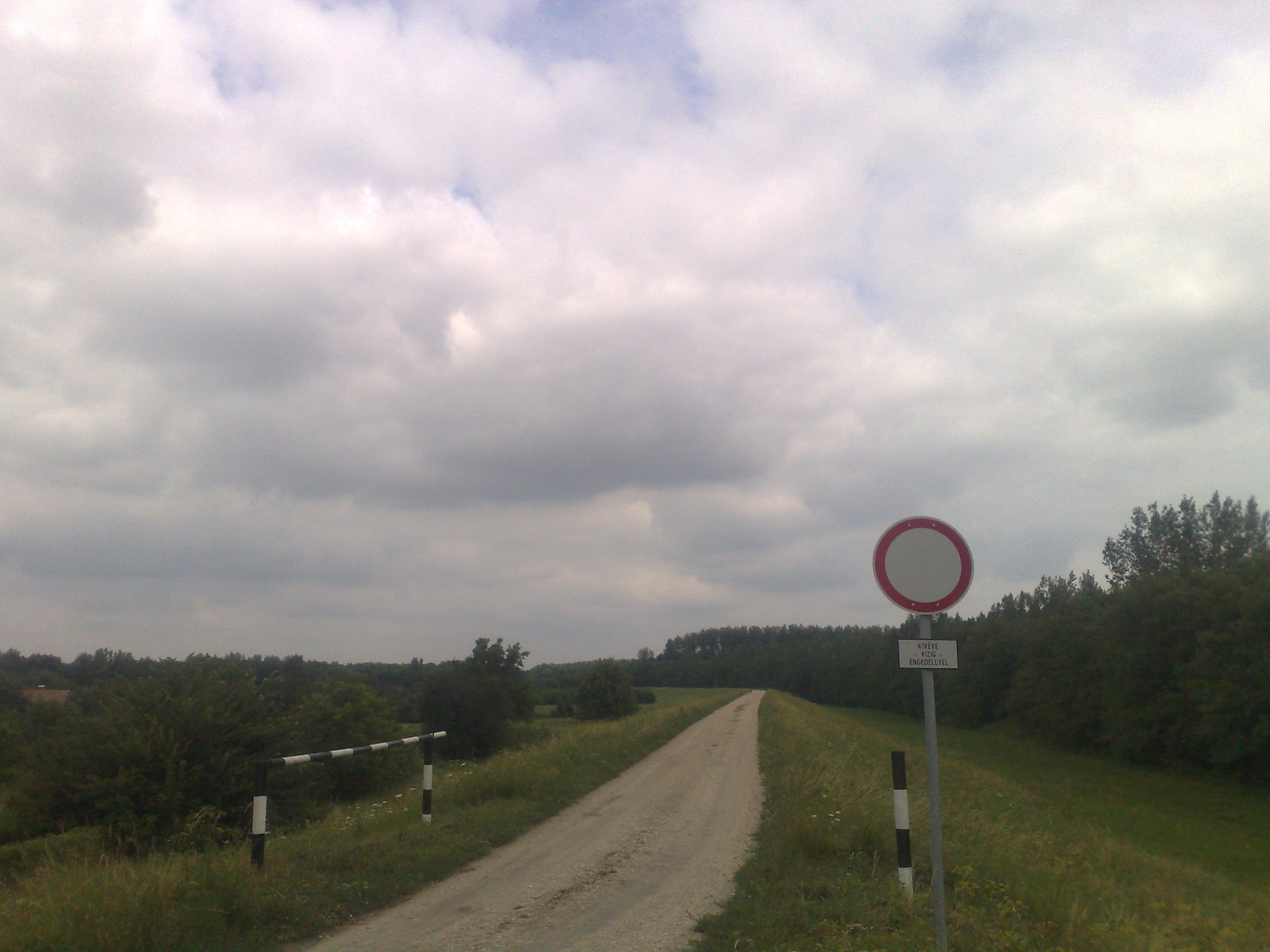
Damm gegen Hochwasser

## Verkehr
Durch Sobor verläuft die Landstraße Nr. 8424. Es bestehen Busverbindungen nach Csorna sowie über Tét nach Győr. Der nächstgelegene Bahnhof befindet sich sieben Kilometer südwestlich in Szany-Rábaszentandrás.